# Cristina Serafini
Cristina Serafini (* 22. September 1978 in Turin) ist eine italienische Schauspielerin.

## Leben
Cristina Serafini wurde als Einzelkind einer Hausfrau und eines Pizzabäckers in Turin geboren. Bereits früh interessierte sie sich für die Schauspielerei, sodass es ihr ermöglicht wurde mit Hilfe eines Stipendiums an der renommierten Filmhochschule Scuola del Teatro Stabile di Torino Schauspiel zu studieren. Anschließend spielte sie Theater und konnte in der im Jahr 2006 erschienenen Komödie Sono tornato al nord an der Seite von Franco Neri und Gilberto Idonea auf der Leinwand debütieren. Seitdem spielte sie unter anderem in Filmen wie Endlos, Il Divo und  Un Natale per due mit.

## Filmografie (Auswahl)
- 2006: Sono tornato al nord, Regie Franco Diaferia
- 2006: Un giorno da non dimenticare, Regie Giuseppe Dell'Aiera
- 2007: Valzer, Regie Salvatore Maira
- 2007: Colpi di sole, Regie Mariano Lamberti
- 2007: Chiedo alla polvere, Regie Vittorio Badini Confalonieri
- 2008: Crociera Vianello, Regie Maurizio Simonetti
- 2008: Colpo d’occhio, Regie Sergio Rubini
- 2008: Il Divo, Regie Paolo Sorrentino
- 2009: Bigodini, Regie Bobo Piana
- 2009: Il bene e il male, Regie Giorgio Serafini
- 2009: Terapia d’urgenza, Regie Lucio Gaudino
- 2009: Endlos (Senza fine), Regie Roberto Cuzzillo
- 2010: Una donna, Regie Filippo Cavalca
- 2010: Il peccato e la vergogna, Regie Luigi Parisi
- 2010: Cercando Maria, Regie Franco Diafera
- 2011: Workers, Regie Lorenzo Vignolo
- 2011: Lacrime di San Lorenzo, Regie Giampiero Caira
- 2011: I tredici, Regie Riccardo Mazzone
- 2011: Limoncetta, Regie Paolo Genovese
- 2011: Un Natale per due, Regie Giambattista Avellino
- 2011: Die Belagerung, Regie Renzo Martinelli
- 2011: Laila (Passion et colère), Regie Mohamed Zineddaine
- 2012: Niccolò Machiavelli il Principe della politica, Regie Lorenzo Raveggi
- 2012: Un passo dal cielo II, Regie Riccardo Donna
- 2012: Oggi a te…domani a me, Regie Marco Limberti
- 2013: Don Matteo, Regie Monica Vullo
- 2013: The Bold and the Beautiful, Regie Michael Stich (director)
- 2014: The Most Interesting Man in Studio City, Regie Ryan Wood
- 2014: Days of Our Lives, Regie Grant A. Johnson
- 2015: Non c’è 2 senza te, Regie Massimo Cappelli
- 2016: Day of the Dead: Bloodline, Regie Hèctor Hernández Vicens
- 2017: Pfad der Rache (Acts of Venegeance, Regie Isaac Florentine)